# Paul de Froment
Paul de Froment (* 19. Februar 1664 in Uzès; † 12. Februar 1737 in Neuenburg) war ein preußischer Oberst und Gouverneur des Fürstentums Neuenburg.

## Leben
De Froment entstammte einer protestantischen Familie aus dem Languedoc. Sein Vater Denis de Froment war Konsul von Uzès, seine war Mutter Marguerite d’Accaurat. Er floh vor der Verkündung des Edikts von Fontainebleau 1683 aus Frankreich. In Berlin trat er in die Dienste von Kronprinz Friedrich, des späteren Königs von Preußen. Mit der preußischen Armee nahm er an zahlreichen Kriegen teil. Er konnte sich in der Schlacht bei Turin 1706 auszeichnen und wurde Ritter des Ordens De la Générosité. Im April 1720 wurde er zum Gouverneur des preußischen Fürstentums Neuenburg bestellt und Nachfolger von François de Langes. Er blieb bis zu seinem Tod 1737 in diesem Amt.

## Familie
Am 29. Januar 1700 heiratete er in Berlin Marie Godeffroy (1674–1737) aus La Rochelle. Das Paar hatte mehrere Kinder:
- Maria ⚭ Jean-Frederic Chaillet (* 1722)
- Esther
- Charlotte
- Luise Ulrike (* August 1720)